# Antonio Tassino
Antonio Tassino (Ferrara, 1450 ca. – Ferrara, 10 ottobre 1498) fu un cortigiano italiano, amante della duchessa di Milano Bona di Savoia.

## Biografia

### Origini
Grazie alle - per quanto approssimative - notizie biografiche fornite dai cronisti ferraresi Bernardino Zambotti e Ugo Caleffini, sappiamo che Antonio nel 1480 aveva circa trent'anni, dunque la sua data di nascita va collocata attorno al 1450. Era figlio di Gabriele Tassino e aveva due fratelli minori, Paolo e Simone, quest'ultimo nato attorno al 1468 o più verosimilmente attorno al 1460. Girolamo Ferrarini riferisce anche di un terzo fratello, Ambrogio, il quale sposò una figlia di Piero di Petrati, e di un quarto di nome Giacomo, il quale morì di malattia il 29 gennaio 1485 a Ferrara.
Contrariamente a quanto comunemente si creda e a quanto autori del calibro di Niccolò Machiavelli riferiscono, Antonio Tassino non era di vile condizione: il padre Gabriele possedeva ingenti ricchezze, era cittadino molto stimato in Ferrara e aveva contratto un favorevole matrimonio. Lo stesso Antonio aveva studiato per alcuni anni materie umanistiche e per due anni legge, prima di entrare al servizio di Galeazzo Maria in qualità di scalco e, a quanto pare, fu anche autore di un "libretto in versi".
Francesco Ariosti, che aveva conosciuto Antonio da ragazzo, ne parla nella sua operetta sul nuovo sacello alla Vergine, eretto fra il Palazzo estense e Castel Vecchio da Ercole I. Lo descrive come un "ingenuo adulescente de preclaro inzegno erudito in prima ne li studij de humanità e virilmente studiante in ragion civile." Aggiunge inoltre che Antonio fosse "d'una molto egregia jndole e eleganti costumi et accuratissimo al studio", tanto da "equivalere od almeno equipararsi a mazori et a più proveeti di sé nelli studij letterarij." Ad un certo punto il giovane cadde ammalato sì che "per una insolita lassitudine vogliendolo a le volte scrivere non podea menare el calamo", malattia attribuita forse all'eccessivo zelo negli studi. Antonio si rivolse alla Madonna venerata nel nuovo sacello con preghiere per ottenere la grazia della guarigione. Ottenutala, il ragazzo compose un'elegia che fece affiggere in un ex-voto in una parete della cappella.

### A Milano
Attorno al 1472, Antonio e suo padre Gabriele si trasferirono a Milano, dove vissero per circa otto anni. Una lettera datata 11 luglio 1475 da parte di Galeazzo Maria Sforza avvisa la cognata Iolanda di Valois dell'invio, a mezzo del "camerero" Antonio Tassino, di un corsiero. Dal dispaccio dell'ambasciatore Antonio d'Appiano al duca, s'apprende come il Tassino fosse ripartito alla volta di Milano il 16 luglio, con una sua lettera e dei panni di velluto donatigli dalla duchessa di Savoia per ringraziare il cognato.

#### Amante della duchessa
Dopo l'assassinio del duca, avvenuto nel 1476, Antonio divenne amante e confidente della duchessa trentenne pro tempore Bona di Savoia e dalla medesima contraddistinto col titolo di "consiliario et commissario generale per taxis equorum". Egli aveva l'alloggio accanto alla camera di Bona, era riempito di ricchi doni e aveva il permesso di aprire per primo le scarselle dei messaggeri. Il cronista francese Commynes racconta, inoltre,  come Bona -  da lui descritta come una "femme de petit sens" ossia "donna di poco giudizio" - sedesse a cavallo dietro al suo "mignon", quando questi la portava in giro per Milano.
Antonio Perria sostiene invece che il Tassino fosse diventato amante di Bona già prima della morte di Galeazzo e che non fosse stato neppure il primo, ragione per cui il duca aveva ribrezzo della moglie e non la toccava più da anni, pur tuttavia la loro ultima figlia, Anna Maria, nacque nel 1476. Come che stessero le cose, non vi è alcuna prova che la relazione fosse cominciata già all'epoca. 
Senza dubbio la duchessa Bona fu pazza d'amore per lui, come concordemente annotato da tutti gli storici e cronisti: 
(Niccolò Machiavelli, Istorie Fiorentine)
(Bernardino Corio, Storia di Milano)
(Bernardino Zambotti, Diario Ferrarese)
Antonio divenne pertanto nemico di Cicco Simonetta, governatore di fatto di Milano, che temeva una perdita di potere. Ebbe un ruolo determinante nel convincere Bona a fare rientrare a Milano il cognato Ludovico il Moro, esiliato a Pisa, contando sul fatto che costui l'avrebbe liberato dall'intrigante presenza del Simonetta.  Bona acconsentì al ritorno del cognato al castello, che avvenne nella notte del 7 settembre 1479. il 10 settembre Simonetta venne arrestato e richiuso nel castello di Pavia. 

### L'esilio a Ferrara
L'insolenza di Antonio cominciò tuttavia a indignare non soltanto Ludovico il Moro e Roberto Sanseverino, ma molti altri nobili della corte. Ad esempio, mal tollerando l'influenza che il previo consigliere del defunto duca Galeazzo, Pietro Landriani, ancora esercitava su Bona, Antonio lo fece mandare a Pavia come commissario, suscitando molta contrarietà negli ambienti nobiliari milanesi. Bernardino Corio racconta che, quando il Moro o altri nobili milanesi andavano a fargli visita, Antonio era solito farli aspettare a lungo fuori dalla porta finché non aveva finito di pettinarsi. Egli riuscì a convincere la duchessa Bona, ormai succube, a sostituire Filippo Eustachi, prefetto del castello di Porta Giovia, con suo padre Gabriello. Il prefetto non si fece corrompere e mantenne il giuramento fatto al defunto duca Galeazzo Maria di mantenere il castello fino alla maggiore età di Gian Galeazzo. Ludovico escogitò allora l'espediente di condurre segretamente i nipoti Gian Galeazzo ed Ermes nella Rocca del castello, col pretesto di proteggerli dall'ambizione del Tassino, e ivi convocò il consiglio.

Bona fu costretta a firmare la condanna all'esilio per Antonio e i suoi familiari ma, a causa della forzata separazione dall'amante, dette segni di isteria: pretese di lasciare il ducato e minacciò il suicidio se le fosse stato impedito, cosicché Ludovico e Roberto Sanseverino si persuasero a lasciarla partire per la Francia. Il 30 ottobre 1480 Cicco Simonetta fu decapitato presso il rivellino del castello di Pavia e il 3 novembre Bona cedette la reggenza al cognato, che fu nominato tutore del giovane duca Gian Galeazzo; tuttavia, su insistenza del figlio, si fermò a risiedere ad Abbiategrasso.
(Bernardino Corio, Historia di Milano.)
Bona scrisse più volte al duca di Ferrara raccomandandogli l'amante e tenne con Antonio una lunga corrispondenza. Tali lettere vennero molto probabilmente intercettate da Ludovico, poiché il 27 settembre del 1481 egli inviò a Ferrara il legato speciale Cesare Porro e lui stesso scrisse al duca Ercole la richiesta di estradare Antonio e di consegnarglielo.

#### La fuga
Gabriele Tassino morì poi di febbri a Ferrara il 20 ottobre 1481, come riferisce Bernardino Zambotti, nel corso di una terribile epidemia che aveva contagiato numerosissime persone; secondo Ugo Caleffini morì invece "de melenchonia" per il figlio Antonio, che da otto mesi si era dato alla macchia e non si trovava, per paura di essere catturato e rimandato a Milano o di essere ucciso dalle spie del duca, in quanto gli era stata messa addosso una taglia di mille ducati d'oro da vivo e di seicento da morto, e questo perché "publice et publice se diceva dapertuto de le parte de Italia che el dicto messere Antonio se era impazato cum la illustrissima madama Bona". Da questo momento in poi le notizie su Antonio diventano vaghe e frammentarie.

### La seconda vita di Antonio
Nei Documenti Trivulziani lo si trova nel 1487 a Venezia. Nel 1492 un certo "Antonio Tassino e Timotea sua consorte" fecero una sostanziosa donazione al priore Antonio Contarini per la costruzione del tempietto lombardesco di Santa Maria Maggiore a Treviso. Tuttavia, poiché nel Quarto Libro dei Miracoli si specifica come costoro fossero dei "signori milanesi"  o si tratta di un caso di omonimia oppure è possibile che sia stato un errore di trascrizione da parte dello scrivano, magari confondendo il passato milanese di Antonio per la sua provenienza  (ricordiamo che buona parte del patrimonio di documenti del santuario andò perduto nel terribile incendio del 1528 e che quindi molto venne riscritto o a memoria o agiograficamente). In ogni modo, che il Tassino provasse una particolare devozione mariana lo conferma quel carme votivo da lui composto in gioventù. Nel 1495 Antonio è segnalato di nuovo a Ferrara, dove viveva e frequentava la corte estense. Sospettando in quell'anno volersi Bona ricongiungere al Tassino, tanta era la sua insistenza di partire, Ludovico scrisse al suocero Ercole per indagare sugli spostamenti dell'uomo. Il duca, nella sua risposta del 30 novembre, lo rassicurò che Antonio, fatto convocare, non aveva alcun'intenzione d'immischiarsi negli affari dell'ex-duchessa e che anzi desiderava vivere tranquillo nella sua natia Ferrara.
Qui vi morì il 10 ottobre 1498, stando alla lettera dell'allora visdomino in carica, Bernardo Bembo. Così egli informava la Serenissima:
in ditte lettere esso vicedomino notifichoe la morte di
domino Antonio Taxino, olim favorito di madona Bona
duchessa di Milam; et di le exequie fate [...]»
(Marin Sanudo, "Diarii", Tomo II, p. 29)

### I parenti

#### Figli
Un'ultima menzione di Antonio è datata 1504 e concerne due suoi figli, Orso e Leone. Quest'ultimo ebbe, come il padre, una vita piuttosto movimentata: è segnalato dal Sanudo a Roma, al seguito di Gurone d'Este, figlio di Nicolò Maria d'Este. Il 18 giugno 1520, a causa di una diatriba con un gentiluomo, i cui servitori avrebbero ingiuriato il Tassino, Gurone è sfidato a duello da detto nobile.  Il 12 febbraio 1521, Leone e un tal Piateloto assassinarono Francesco Zerbinato, benefattore del Tassino e "camarero dilectissimo" del cardinale Ippolito d'Este. Il motivo dell'omicidio rimane ignoto, come rivelato dallo stesso epitaffio dello Zerbinato, composto da Ludovico Ariosto.  Una lettera dell'11 febbraio 1527 vede prigioniero Leone a Roma, per la cui liberazione si propone di scambiarlo con Benedetto Strozzi. Leone infine ricoprì l'incarico di ufficiale di poppa sulla galea di Hugo de Moncada e partecipò alla difesa di Napoli, assediata dai francesi capitanati da Odet de Foix, conte di Lautrec. 
Il Tassino è segnalato tra i caduti della battaglia di Capo d'Orso, nel Golfo di Salerno, del 28 aprile 1528 che vide fronteggiarsi la marina spagnola e le galee del genovese Filippino Doria, nipote di Andrea, che aveva posto un blocco navale per impedire i rifornimenti alla città partenopea. Stando al resoconto di Paolo Giovio, riportato da Sanudo, la morte di Leone e dei suoi compagni, colpiti dal fuoco d'artiglieria nemica, è dovuta ad un errore tattico del Moncada, che, rincorrendo le tre galee del Doria, avrebbe ignorato il consiglio di un suo ufficiale di sparare per primo col cannone di corsia, così da creare abbastanza fumo da togliere la mira ai genovesi. Successivamente, Paolo Giovio avrebbe aggiunto che Leone, prima della sua morte, avesse ucciso a torto Antonio Guevara, figlio del conte di Potenza e zio di Alfonso di Guevara, per la sua inimicizia che il primo aveva col Marchese del Vasto, Alfonso d'Avalos, nella cui compagnia il Tassino militava. Altre fonti, invece, attribuiscono l'uccisione del Guevara allo stesso Avalos, in una lite.

#### Fratelli
Per quanto riguarda il resto della famiglia di Antonio Tassino, si sa che suo fratello Simone, scrittore apostolico e protonotario, morì all'età di 25 anni (o 33, se consideriamo la cronologia del Caleffini) al principio del 1494 nella città di Roma, in quanto "per furia de febera pestilentiale ch'el havea, se havea amazato con uno cortello con le soe mano proprie", un suicidio che sconvolse tutti, in quanto egli "hera sta' sempre persona descreta e costumata", né aveva mai "voluto dire la cagione perché se havea cussì morto". Pochi giorni dopo morì sempre a Roma anche l'altro fratello, Paolo, che era sposato in quella città.